# Конончан
Кононча́н (также Конончаан) — река в Якутии (Россия), левый приток Мархи.

## Общая информация
Река вытекает из небольшого озерца на Центральноякутской равнине, в Хорулинском наслеге, на высоте более 173 м над уровнем моря. В верховьях русло заболочено. Преимущественно течёт на юг по лиственничной тайге. Впадает в Марху в 82 км от её устья по левому берегу, в 7 км восточнее села Чукар, на высоте 102 м над уровнем моря. Близ устья имеется понтонная переправа. Ширина в нижнем течении — 29 м при глубине 1,5 м; скорость течения в низовьях — 0,3 м/с. 
Длина реки составляет 213 км, площадь водосборного бассейна — 4770 км². Населённых пунктов на реке нет.
Притоки длиной 30 км и более:
- Правые: Муосаны, Даппыра (52 км), Киенг-Юрях

## Данные водного реестра
По данным государственного водного реестра России и геоинформационной системы водохозяйственного районирования территории РФ, подготовленной Федеральным агентством водных ресурсов:
- Бассейновый округ — Ленский
- Речной бассейн — Лена
- Речной подбассейн — Вилюй
- Водохозяйственный участок — Марха
- Код водного объекта — 18030800412117400022464